# Il cucciolo traviato
Il cucciolo traviato (Pluto's Kid Brother) è un film del 1946 diretto da Charles A. Nichols. È un cortometraggio animato della serie Pluto, prodotto dalla Walt Disney Productions e uscito negli Stati Uniti il 12 aprile 1946, distribuito dalla RKO Radio Pictures. A partire dagli anni novanta è più noto come Il fratellino di Pluto.

## Trama
Il fratellino di Pluto viene aggredito e inseguito prima da un gallo e poi da un gatto rosso; Pluto deve salvarlo entrambe le volte. Dopo aver visto il gatto scappare terrorizzato da Butch, il piccolo decide di stringere alleanza con il bulldog, il quale vuole usarlo per rubare la carne dal magazzino di una macelleria. Tuttavia, dopo aver rubato una fila di salsicce, il piccolo viene obbligato da Butch a consegnargliele tutte. In quel momento arriva Pluto, che nella colluttazione con Butch fa suonare l'allarme antifurto. I tre cani vengono inseguiti dall'accalappiacani, che cattura Butch. Pluto si arrabbia con il fratellino per ciò che ha fatto, e gli proibisce di mangiare le salsicce. Poco dopo, però, Pluto cerca di mangiarle lui stesso, incontrando il fratellino intento a fare la stessa cosa. I due cani scoprono così di essere molto simili.

## Distribuzione

### Edizioni home video

#### VHS
- Le avventure di Pluto (gennaio 1985)[1]
- Le avventure di Pluto (febbraio 1990)[2]

#### DVD
Il cortometraggio è incluso nel DVD Walt Disney Treasures: Pluto, la collezione completa - Vol. 1.

#### Blu-ray Disc
Il cortometraggio è incluso, come contenuto speciale, nell'edizione BD di Lilli e il vagabondo II - Il cucciolo ribelle.